# Джерекаре (община Тутин)
Джерекаре (на сръбски: Ђерекаре) е село в Сърбия, разположено в община Тутин, Рашки окръг. Намира се на 1190 метра надморска височина. Населението му според преброяването през 2011 г. е 432 души. При преброяването на населението през 2002 г. има 518 жители, от тях 518 (100,00 %) бошняци.

## Население
Численост на населението според преброяванията през годините:
- 1948 – 689 души
- 1953 – 777 души
- 1961 – 829 души
- 1971 – 658 души
- 1981 – 591 души
- 1991 – 622 души
- 2002 – 518 души
- 2011 – 432 души